# 11. Unterseebootsflottille
La 11. Unterseebootsflottille était la 11e flottille de sous-marins allemands de la Kriegsmarine pendant la Seconde Guerre mondiale.
Formée à Bergen en Norvège le 15 mai 1942 comme flottille de combat (Frontflottille), elle est sous le commandement du korvettenkapitän Hans Cohausz (pt).
Le champ d'opérations de la flottille se situe principalement dans la mer du Nord et dans l'Océan Arctique à la recherche de convois vers la Russie.
La flottille utilise différents modèles de U-Boote de type VII jusqu'en septembre 1944, où elle est réorganisée lorsque la plupart des bateaux des bases situées en France rejoignent la Norvège.
Elle est la seule à utiliser un U-Boot de type XXI de manière opérationnelle ; la guerre s'achève avant que l'U-Boot en question (l'U-2511) prenne part à une action militaire.
La flottille est dissoute le 9 mai 1945 avec la capitulation allemande.

## Affectations
- Mai 1942 à mai 1945 : Bergen.

## Commandement
| Nom                          | Grade            | Début         | Fin           |
| Hans Cohausz                 | Fregattenkapitän | Mai 1942      | Décembre 1944 |
| Heinrich Lehmann-Willenbrock | Fregattenkapitän | Décembre 1944 | Mai 1944      |

## Unités
La flottille a reçu 189 unités durant son service, comprenant des U-boots de type VII C et C/41, de type XXI et de type XXIII.
Unités de la 11. Unterseebootsflottille:
- U-88
- U-117
- U-212, U-218, U-244, U-246, U-248, U-251, U-255, U-269, U-275, U-278, U-285, U-286, U-290, U-293, U-294, U-295, U-296, U-297, U-299
- U-300, U-302, U-307, U-309, U-312, U-313, U-314, U-315, U-318, U-321, U-322, U-324, U-325, U-326, U-327, U-328, U-334, U-339, U-344, U-347, U-354, U-355, U-361, U-363, U-376, U-377, U-378, U-394, U-396, U-399
- U-400, U-403, U-405, U-408, U-419, U-420, U-425, U-426, U-427, U-435, U-436, U-456, U-457, U-467, U-470, U-472, U-480, U-482, U-483, U-485, U-486
- U-586, U-589, U-591, U-592
- U-601, U-606, U-622, U-625, U-629, U-636, U-639, U-644, U-646, U-650, U-657, U-663, U-674, U-680, U-681, U-682, U-683
- U-703, U-711, U-713, U-716, U-722, U-735, U-764, U-771, U-772, U-773, U-774, U-775, U-778
- U-825, U-826, U-827, U-867
- U-901, U-905, U-907, U-926, U-927, U-956, U-957, U-963, U-965, U-978, U-987, U-990, U-991, U-992, U-994
- U-1002, U-1003, U-1004, U-1005, U-1006, U-1009, U-1010, U-1014, U-1017, U-1018, U-1019, U-1020, U-1021, U-1022, U-1023, U-1024, U-1051, U-1053, U-1055, U-1058, U-1063, U-1064, U-1104, U-1107, U-1109, U-1163, U-1165, U-1169, U-1171, U-1172, U-1195, U-1199, U-1200, U-1202, U-1203, U-1206, U-1208, U-1209, U-1231, U-1272, U-1273, U-1276, U-1277, U-1278, U-1279, U-1302
- U-2321 (en), U-2322 (en), U-2324 (en), U-2325 (pl), U-2326, U-2328 (pl), U-2329 (en), U-2330 (sl), U-2334 (en), U-2335 (en), U-2502 (en), U-2503 (en), U-2506 (en), U-2511, U-2513 (en), U-2518
- U-3008 (en)